# 阮玉淑靜
春安公主阮玉淑靜（越南语：／；1825年10月1日—1856年4月13日），字若靈（越南语：／），號蘅畹（越南语：／），越南阮朝明命帝第二十一女，生母貴人黎氏祿。

## 生平
明命六年八月二十日（1825年10月1日），阮玉淑靜在順化皇城出生。嗣德三年（1850年），淑靜26歲，下嫁統制張福長之子張福李。嗣德九年三月九日（1856年4月13日），淑靜去世，享年三十二歲，嗣德帝追贈淑靜為春安公主，諡婉嫻。葬於承天府香水縣居正總楊春社（今屬承天順化省香水市社）。
春安公主育有三子二女。